# Silvius Magnago
Silvius Magnavo (Meran, 5 de febrer de 1914 - 25 de maig de 2010) fou un polític sudtirolès. De pare italià i mare alemanya, el 1941 es graduà en dret a la Universitat de Bolonya. Inicialment s'enrolà a l'exèrcit italià, però desertà per a enrolar-se a la Wehrmacht, amb la que fou ferit al Front Oriental el 1943, perdent una cama.
Fou un dels fundadors del Südtiroler Volkspartei (SVP) i de 1948 a 1952 fou vicealcalde de Bozen, després de les eleccions regionals de Trentino-Tirol del Sud de 1948 fou nomenat president del Consell Autònom del Tirol del Sud el 1948-1950, 1952-1954, 1956-1958. El 1957 fou escollit obmann del Südtiroler Volkspartei, càrrec que ocupà fins al 1991, i després de les eleccions regionals de 1960 fou escollit president del Tirol del Sud. Va popularitzar el lema Los von Trient (Lluny de Trento) i va dirigir la lluita autonomista del seu partit que va culminar amb el Pacchetto de 1972, i formà part de la Comissió dels Sis.